# Elmer Bennett
Elmer James Bennett (Evanston, 13 febbraio 1970) è un ex cestista statunitense, professionista nella NBA, in Italia, Francia e Spagna.

## Carriera
È stato selezionato dagli Atlanta Hawks al secondo giro del Draft NBA 1992 (38ª scelta assoluta).

## Palmarès

### Squadra
- Campione CBA (1997)
- Campionato spagnolo: 2

Saski Baskonia: 2001-02
Real Madrid: 2004-05
- Copa del Rey: 2

Saski Baskonia: 1999, 2002
- Liga catalana: 1

Joventut Badalona: 2005
- FIBA EuroCup: 1

Joventut Badalona: 2005-06

### Individuale
- CBA Playoff MVP (1997)
- MVP Coppa del Re: 1

Saski Baskonia: 1999